# موروویفکو
موروویفکو (به لاتین: Murovyevko یک منطقه مسکونی در جمهوری آذربایجان بوده که در شهرستان بیله‌سوار (جمهوری آذربایجان) واقع شده است. 
گمان می‌رود که این روستا دستخوش تغییر نام شده یا دیگر وجود نداشته باشد، زیرا هیچ وب‌سایت آذربایجانی از این نام استفاده نمی‌کند.